# Sbucciami
Sbucciami è il terzo album di Cristiano Malgioglio, pubblicato nel 1979, ed anticipato dal singolo Sbucciami, che negli anni ha goduto di buon successo a causa del suo testo trash - kitsch, giocato su allusioni e doppi sensi. 
Il brano Io A, venne scritto da Malgioglio con la collaborazione di Giuni Russo e di Maria Antonietta Sisini, ed inoltre, nel coro, compare la stessa Giuni Russo. 
Ernesto fu invece scritto appositamente per la colonna sonora del film Ernesto (1979), diretto dal regista Salvatore Samperi, tratto dall'omonimo romanzo di Umberto Saba. Da notare che il brano Mentre fuori piove sarà interpretato nel 1980 dal suo coautore, cioè Franco Califano, nel suo album ...tuo Califano.

## Tracce
1. Sbucciami (C. Malgioglio, Corrado Castellari)
2. Luci a San Francisco (C. Malgioglio, Baracuda)
3. Mentre fuori piove (C. Malgioglio, C. Castellari)
4. Regina (C. Malgioglio, Minimum, Baracuda)
5. ...Io, la pantera... (C. Malgioglio, Bibap)
6. Orientale (C. Malgioglio, Bibap)
7. M'arrapa l'idea (C. Malgioglio, C. Castellari)
8. Io "A" (C. Malgioglio, Giuni Russo, Maria Antonietta Sisini)
9. Ernesto (C. Malgioglio, C. Castellari)

## Remix
Nel 2006 esce una versione remixata in spagnolo del brano Sbucciami, dal titolo Pelame, che vede la partecipazione dell'esordiente gruppo di musicisti cubani M5.